# شهرستان وادنا (مینه‌سوتا)
شهرستان وادنا، مینه‌سوتا (به انگلیسی: Wadena County, Minnesota) شهرستانی در ایالات متحده آمریکا است که در مینه‌سوتا واقع شده‌است.